# Widdig
Widdig ist ein Stadtteil von Bornheim im Rhein-Sieg-Kreis von Nordrhein-Westfalen.

## Geographie
Widdig liegt im Zentrum der Kölner Bucht, zwischen den beiden Großstädten Köln und Bonn. Es grenzt im Osten unmittelbar ans linke Ufer des Rheins, im Norden an die Stadt Wesseling mit ihrem Stadtteil Urfeld, im Westen an den Bornheimer Stadtteil Sechtem sowie im Süden an den Bornheimer Stadtteil Uedorf. Auf dem gegenüberliegenden rechten Rheinufer liegt die Stadt Niederkassel mit ihrem Stadtteil Rheidt. Westlich des Ortskerns befinden sich die Landesstraße 300 (vormals Bundesstraße 9) und die Rheinuferbahn, noch weiter westlich die Bundesautobahn 555.

## Geschichte

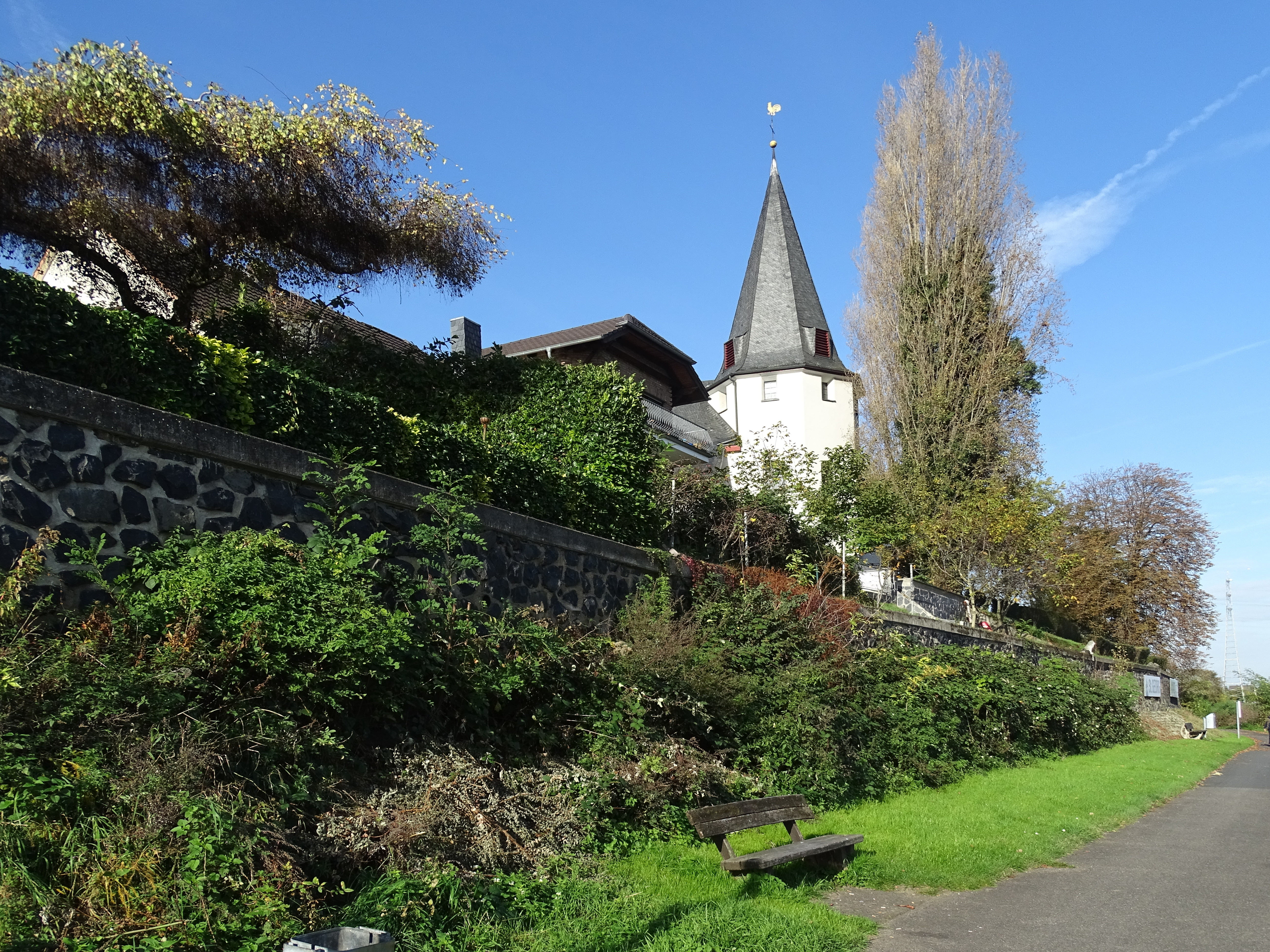
Kirche Sankt Georg mit Leinpfad

Der Name Widdig leitet sich vermutlich aus dem gallo-römischen Vettiacum, einem Gut des Vettius, ab. Erstmals kommt der Name Witheich in einer Schenkungsurkunde an das Bonner Stift Sankt Cassius aus dem Jahr 898 vor, die ein Kölner Ratsherr Johann Helmann Mitte des 16. Jahrhunderts zitiert. Widdig gehörte zum Amte Brühl im Kurfürstentum Köln und war vom Beginn des 15. Jahrhunderts bis zur Inbesitznahme des linken Rheinufers durch französische Revolutionstruppen 1794 Sitz des nach ihm benannten Dingstuhls, der die Ortschaften Buschdorf, Graurheindorf, Hersel, Uedorf, Urfeld, Wesseling und Widdig selbst umfasste. Unter französischer Herrschaft gehörte Widdig seit 1798 zum Kanton Brühl.
Es war zudem vermutlich schon früher Kirchort mit dem Patrozinium des heiligen Georg. Die heutige Kirche wurde 1928 als Ersatz für eine vom Rheinhochwasser weggerissenen Kapelle erbaut. Bis 1935 war Widdig eine eigenständige Gemeinde, die zur Bürgermeisterei Hersel gehörte, aus der damals die Gemeinde Hersel gebildet wurde. Seit 1969 gehört es zur neu gebildeten Gemeinde Bornheim, die später zur Stadt Bornheim wurde.

## Kultur und Sehenswürdigkeiten

### Freizeit
Der Leinpfad, der unmittelbar am Rhein entlangführt, ist ein beliebter Spazier- und Fahrradweg.

### Musik
- Männergesangverein „Eintracht“ Widdig 1876
Soziale Aktivitäten innerhalb des Dorfes:
  - Alljährliche Veranstaltung des Adventssingens mit Verköstigung
  - Ausrichtung der Maifeier im Wechsel mit anderen Vereinen; alljährliches Maiansingen
  - Mitwirkung bei Dorffesten
  - Konzerte und sogenanntes Freundschaftssingen; verschiedene eingeladene Chöre zeigen ihr Können

- Kirchenchor „Sankt Cäcilia“ Widdig
  - Gestaltung von Gottesdiensten in der katholischen Pfarrkirche Sankt Georg
  - Soziale Aktivitäten innerhalb des Dorfes
  - Mitwirkung bei Dorffesten

### Sport
- Fußballverein SC Widdig 1922
- ASV „Früh auf“ Widdig e. V.

### Brauchtum
Wie in anderen Ortsteilen Bornheims und in den meisten Städten und Gemeinden des Rheinlandes ist auch Widdig karnevalistisch geprägt. Seit 1994 findet in jedem Jahr am Karnevalssamstag ein Umzug (Karnevalszug) statt.
Seit der Session 2014/2015 wurde das karnevalistische Treiben mit Gründung des Vereins Widdiger Karneval auf neue organisatorische Füße gestellt. Seither verfügt Widdig über einen eigenen Karnevalsprinzen.

### Kulinarische Spezialitäten
- Bornheimer Spargel

## Wirtschaft und Infrastruktur

### Öffentliche Einrichtungen
- Katholische Kirchengemeinde Sankt Georg
- Städtischer Kindergarten Widdig
- Katholische öffentliche Bücherei Sankt Georg

### Verkehr

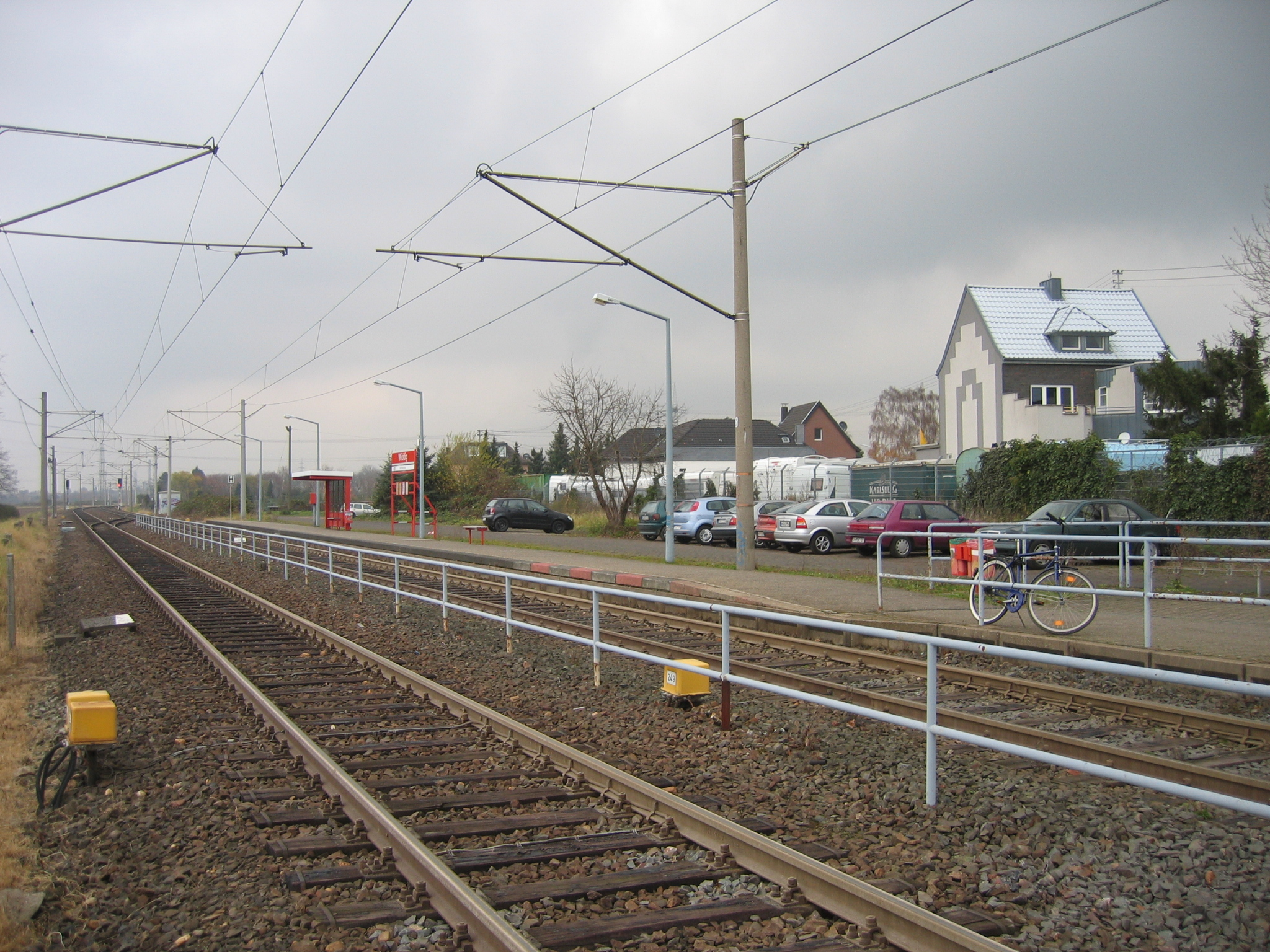
Stadtbahnhaltepunkt Widdig

Die Stadtbahnlinie 16 verkehrt zwischen dem Bonner Stadtteil Bad Godesberg und dem Kölner Stadtteil Niehl auf der Trasse der Rheinuferbahn.
| Linie | Verlauf / Anmerkungen | Takt (Mo–Fr) |
| ----- | --- | ------------ |
| 16    | Niehl – Amsterdamer Straße/Gürtel – U Reichenspergerplatz – U Ebertplatz – U Breslauer Platz/Hbf – U Dom/Hbf – U Appellhofplatz (Breite Straße) – U Neumarkt – Barbarossaplatz – Chlodwigplatz – Ubierring – Marienburg – Rodenkirchen – Sürth – Godorf – Wesseling Nord – Wesseling – Wesseling Süd – Urfeld – Widdig – Uedorf – Hersel – Tannenbusch Mitte – Tannenbusch Süd – Propsthof Nord – Bonn West – U Bonn Hbf – U Universität/Markt – U Juridicum – U Bundesrechnungshof/Auswärtiges Amt – U Museum Koenig – U Heussallee/Museumsmeile – Ollenhauerstraße – Olof-Palme-Allee – Max-Löbner-Straße/Friesdorf – Hochkreuz/Deutsches Museum Bonn – U Wurzerstraße – U Plittersdorfer Straße – U Bonn-Bad Godesberg Bf – U Bad Godesberg Stadthalle | 10 min       |

Es gibt vier Abfahrtstellen für Anrufsammeltaxis an der Stadtbahn, in der Burgunderstraße, im Hüttengarten und in der Teutonenstraße, die den Bürgern sonntags und in den Abendstunden zur Verfügung stehen.
Die Bundesautobahn 555 ist im Norden über die Anschlussstelle Wesseling und im Süden über die Anschlussstelle Bornheim erreichbar.